# DDR-Meisterschaften im Hallenfaustball 1970/71
Die DDR-Meisterschaften im Hallenfaustball 1970/71 waren die Austragung der DDR-Meisterschaften der Männer und Frauen im Hallenfaustball der DDR in der Saison 1970/71. Die Saison begann im November 1970. Die Finalturniere fanden am 21. März 1971 in der Sporthalle in Wildau statt.
An den Turnieren nahmen die vier bestplatzierten Mannschaften der DDR-Oberliga teil.
Im Finale der Herren bezwang die ISG Hirschfelde den Vorjahresmeister Chemie Zeitz. Dritter wurde Fortschritt Zittau, das dem Endrundenneuling Rotation Dresden das Nachsehen gab. Auch bei den Damen gab es einen neuen Meister — Titelverteidiger Lok Schleife scheiterte in der Vorrunde — , wobei diesmal die ISG Hirschfelde über die SG Görlitz in letzter Sekunde die Oberhand behielt.

## Frauen
Finalrunde:
Halbfinale:
- ISG Hirschfelde – Lok Schwerin 39:29 (16:18)
- SG Görlitz – SG Leipzig-Eutritzsch 81:28 (26:11)

Spiel um Platz 3:
- Lok Schwerin – SG Leipzig-Eutritzsch 47:40 (24:11)

Finale Damen:
- ISG Hirschfelde – SG Görlitz 39:34 (19:13)

Abschlusstabelle
| 1. | ISG Hirschfelde       |
| 2. | SG Görlitz            |
| 3. | Lok Schwerin          |
| 4. | SG Leipzig-Eutritzsch |

Aufsteiger zur Damen-Oberliga wurden Chemie Weißwasser und Motor Rathenow.

## Männer
Finalrunde:
Halbfinale:
- ISG Hirschfelde — Fortschritt Zittau 48:31 (24:18)
- Chemie Zeitz — Rotation Dresden 43:29 (19:16)

Spiel um Platz 3:
- Fortschritt Zittau — Rotation Dresden 39:32 (20:16)

Finale:
- ISG Hirschfelde — Chemie Zeitz mit 37:33 (21:14)

Abschlusstabelle
| 1. | ISG Hirschfelde    |
| 2. | Chemie Zeitz (M)   |
| 3. | Fortschritt Zittau |
| 4. | Rotation Dresden   |

Aufsteiger zur Herrenoberliga waren Medizin Erfurt und Fortschritt Glauchau.

## Weitere Ergebnisse
Weitere DDR-Meisterschaftsergebnisse der Hallensaison 1970/71:
- Junioren:[6] Lok Dresden, 2. Empor Barby, 3. ISG Hirschfelde, 4. Lok Erich Steinfurth Berlin
  - Finale: Lok Dresden — Empor Barby 44:25
  - um Platz 3: ISG Hirschfelde — Lok Erich Steinfurth Berlin 37:28

- männliche Jugend: 1. Lok Güstrow, 2. SG Görlitz, 3. Chemie Piesteritz
- weibliche Jugend: 1. Lok Schwerin, 2. Aktivist Freienhufen, 3. Motor Greiz
- Schüler: 1. Fortschritt Walddorf
- Schülerinnen: 1. Empor Barby

## Weblink
- Faustball-DDR-Meisterschaften auf sport-komplett.de